# أجنحة كاندام: رقصة لا متناهية

كاندام وينج:اندليس والتز

أجنحة كاندام: رقصة لامتناهية (بالإنجليزية: Gundam Wing: Endless Waltz) (新機動戦記ガンダムW Endless Waltz شين كيدو سِنكي كاندامو وينجو اندورِسو وارُتسو) هي سلسلة أوفا أنمي كاندام تم إنتاجها من قبل صن رايز في العام 1997 وتتكون من ثلاث حلقات تجري أحداثها بعد أجنحة كاندام.
تدور أحداثها في زمن «ما بعد المستعمرة»، وهو عالم بديل لعالم سلسلة كاندام الأصلية. يكشف هذا الجزء تفاصيل عن ماضي طياري الكاندام الخمسة والهدف الحقيقي وراء «عملية النيزك» الأصلية.

## القصة
في العام ١٩٦ ما بعد المستعمرة، انتهت المعارك بين الأرض ومستعمرات الفضاء. مات تريز خوشرينادا وانتهت منظمة أوز. أدى هذا إلى ولادة أمة الأرض الموحدة (ESUN) و من يُلقبون بـ «المانعون». لما أدرك طيارو الكاندام (باستثناء تشانغ ووفي) أنه لن تكون هناك حاجة إليهم بعد الآن، أرسلوا مركباتهم إلى الشمس. إلا أن هذا السلام لم يدم طويلًا، إذ اندلعت ثورة في المستعمرة المكتملة حديثًا، L3 X-18999. بقيادة ماريامايا كوشرينادا، ابنة تريز غير الشرعية ذات السبع سنوات، اختطفت الثورة ريلينا دارليان، نائبة وزير خارجية لأمة الأرض الموحدة، خلال مهمة دبلوماسية إلى مستعمرة X-18999. مع تواصل طيارو الكاندام تحقيقاتهم، يكتشفون أن ماريامايا مجرد دمية يتحكم بها جدها ديكيم بارتون، المستشار السابق لزعيم المستعمرة الشهيد هيرو يوي، والذي يستخدم المُستعمرة X-18999 لتنفيذ عملية النيزك الأصلية وهي إسقاط المستعمرة على الأرض، كخطة طوارئ في حالة عدم امتثال أمة الأرض الموحدة. يجب على طياري الكاندام منع ديكيم من الاستيلاء على السلطة على أمة الأرض المُحدة. يتم استرداد مقاتلات الكاندام من مسارها إلى الشمس إلى مدار الأرض بفضل كواتر ومُقاتلي الصحراء. يستخدم الطيارون المُقاتلات الخاصة بهم لمرة أخيرة لمحاربة قوات ديكيم، دون قتل أي شخص. في النهاية، قُتل ديكيم على يد أحد جنوده، وعادت الأرض ومستعمراتها إلى السلام مرة أخرى، ودُمرت جميع المركبات المُقاتلة (بما في ذلك الكاندام) إلى الأبد ولم تُشاهد مرة أخرى.

## روابط خارجية
- التقرير المتنقل الجديد جاندام وينج: إندليس والتز على موقع IMDb (الإنجليزية)
- التقرير المتنقل الجديد جاندام وينج: إندليس والتز على موقع قاعدة بيانات الفيلم (الإنجليزية)
- التقرير المتنقل الجديد جاندام وينج: إندليس والتز على موقع ليتربوكسد (الإنجليزية)
- التقرير المتنقل الجديد جاندام وينج: إندليس والتز على موقع ANN anime (الإنجليزية)
- التقرير المتنقل الجديد جاندام وينج: إندليس والتز على موقع ANN manga (الإنجليزية)